# Vinköls församling
Vinköls församling var en församling i Skara stift och i Skara kommun. Församlingen uppgick 2006 i Ardala församling.

## Administrativ historik
Församlingen har medeltida ursprung.
Församlingen var till 1549 moderförsamling i pastoratet Vinköl och Öttum för att därefter till 1571 vara annexförsamling i pastoratet Jung, Fyrunga, Vinköl och Öttum. Från 1580 till 1962 var den moderförsamling i pastoratet Vinköl och Marum. Från 1962 till 1992 annexförsamling i pastoratet Synnerby, Skallmeja, Västra Gerum, Marum och Vinköl. Från 1992 till 2002 annexförsamling i pastoratet Synnerby, Skallmeja, Vinköl och Marum-Gerum. Församlingen ingick mellan 2002 och 2006 i Skara pastorat och uppgick 2006 i Ardala församling.

## Kyrkor
- Vinköls kyrka